# Tyloperla schmidi
Tyloperla schmidi és una espècie d'insecte plecòpter pertanyent a la família dels pèrlids que es troba a l'Índia: Assam.